# Iva Slonjšak
Iva Slonjsak (Zagreb, Croacia, 16 de abril de 1997) es una jugadora profesional de baloncesto, croata.

## Biografía
Nació en Zagreb en 1997 y juega profesionalmente a baloncesto en la posición de Alero, y también alterna con la posición de Escolta. Mide 1,83 m.

### Trayectoria deportiva
Empezó a jugar a baloncesto desde categorías inferiores en su ciudad natal, y ya en 2011 se decidió a dedicarse a ello también en el futuro. Ahí empezó en el equipo ZKK Tresnjevka, donde estuvo 4 temporadas.
En 2015 cambió de país, fichando por el ZKK Athlete Celje de Eslovenia, hasta 2019. En esa última temporada disputó también Euroliga y EuroCup. También reforzó al equipo turco, Cukurova Basketbol (Mersín), tanto en Euroliga como en EuroCup. Al final de la misma, fichó por el equipo Elazig II o Zel Idare, de Turquía, donde permaneció una temporada. Posteriormente jugó en el equipo ZKK Ragusa Dubrovnik, otra vez en su país.
En la temporada, 2020/2021 jugó en Francia, en el equipo Union Saint  Amand, y la siguiente cambió al Angers. Pero finalmente, decidió regresar a la anterior escuadra. En 2024 siguió en Francia, y jugó en el Villeneuve D'Ascq, disputando Liga Francesa, EuroCup y EuroLiga, siendo muy destacada.
En enero de 2025, tras la lesión de la jugadora Laura Aliaga, fichó por el equipo Araski AES, de Vitoria hasta final de temporada, cubriendo esa vacante.
Es jugadora internacional con Croacia, siendo referente en los últimos años, y también durante la clasificación de su país para el Eurobasket 2025.

## Clubs
- Hasta 2011 en colegios de Zagreb.
- 2011-2015: ZKK Tresnjevka de Zagreb (Croacia).
- 2015-2018: ZKK Athlete Celje, de Eslovenia.
- 2018-2019: Cukurova Basketbol (Mersin), tanto EuroCup como EuroLiga.
- 2019-2020: Elazig II O Zel Idare, de Turquía.
- 2020: ZKK Ragusa Dubrovnik (Croacia).
- 2020-2021: Union Saint Amand (Francia).
- 2021-2022: Angers (Francia).
- 2022-2023: Union Saint Amand (Francia).i
- 2024: Villeneuve d'Ascq (Francia).
- 2025:  Araski AES, Vitoria.